# Quassel IRC

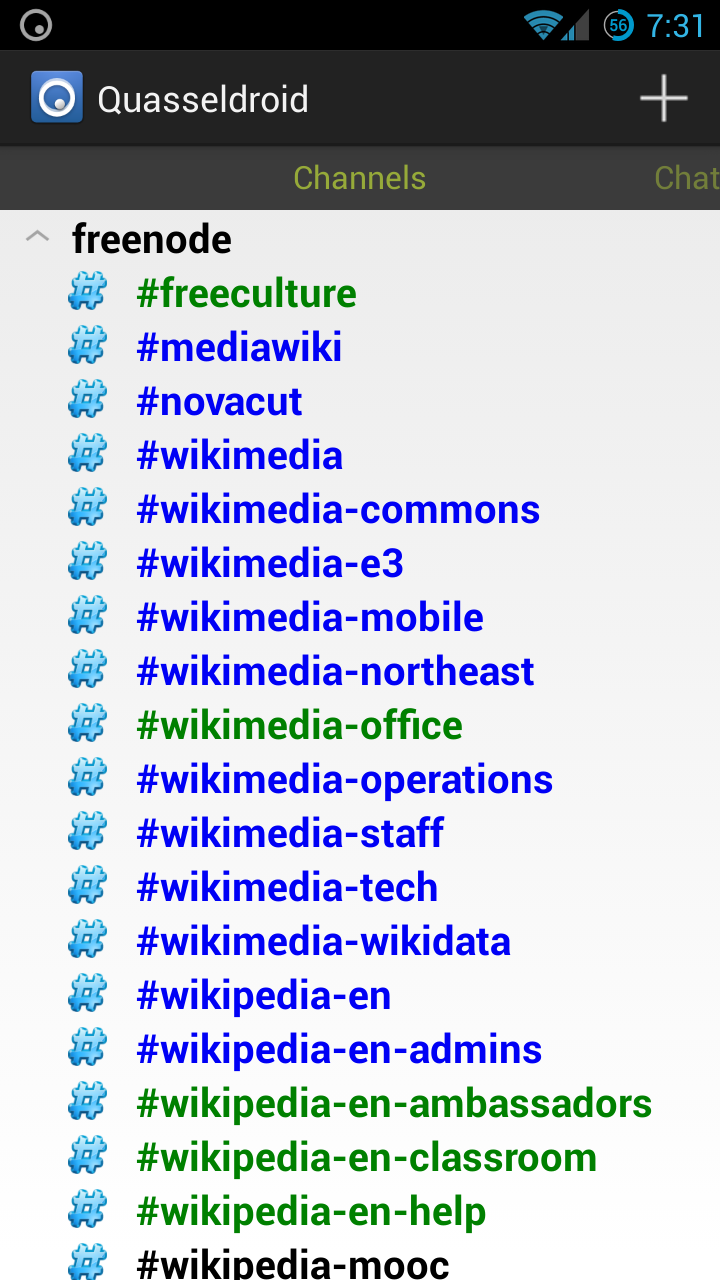
La aplicación Quasseldroid de Android que puede conectarse a un núcleo Quassel.

Quassel IRC, o Quassel, es un cliente IRC, introducido en 2008. Se distribuye bajo la Licencia Pública General de GNU para los sistemas operativos Linux, Unix, OS X y Windows. Desde el lanzamiento de Kubuntu 9.04 Quassel es él es el cliente IRC predeterminado de Kubuntu. Quassel utiliza la  biblioteca multiplataforma Qt.

## Estructura
Quassel se basa en un modelo de cliente-servidor. La aplicación principal utiliza LAN o Internet para conectar uno o más clientes, y también varios servidores IRC. El cliente no se comunica directamente con el servidor IRC, lo hace a través de un núcleo. De esta manera la conexión a la red de IRC es mantenida por el núcleo, a pesar de que no se están utilizando clientes.
El sistema es parecido a lo que Irssi, WeeChat con GNU Screen, y Smuxi utilizan.

## Características
Quassel permite conexiones simultáneas a varios servidores IRC y crear diferentes identidades, mensajes de ausencia, etc. Cada identificación puede ser asignada a más de un servidor.